# La Guardia (Bolivie)
Pour les articles homonymes, voir La Guardia.
La Guardia est une ville bolivienne située dans la province d'Andrés Ibáñez du département de Santa Cruz. La ville compte un total de 49 921 habitants en 2007. La Guardia est la capitale de la municipalité de La Guardia. Le río Piraí passe au nord de la ville. La zone urbaine couvre une superficie de 3 km2.